# Andreas Pitsillides
Andreas Pitsillides (griechisch Ανδρέας Πιτσιλλίδης, * 9. Juni 1977 in Nikosia) ist ein zyprischer Politiker der Dimokratikos Synagermos, Soziologe und orthodoxer Theologe.

## Leben
Pitsillides studierte orthodoxe Theologie an der Kapodistrias-Universität Athen und danach Soziologie an der Aristoteles-Universität Thessaloniki. Er ist am 4. März 2013 in das Europäische Parlament nachgerückt, zog aber nicht nach der Europawahl 2014 in das Europäische Parlament ein.